# Aleksander Wiszenko
Aleksander Wiszenko (ur. 9 kwietnia 1909 w Miedwieżykach niedaleko Siematycz, zm. 12 lutego 1982 w Siematyczach) – polski duchowny prawosławny.

## Życiorys
Był bratankiem Antoniego Wiszenko. W latach 1915–1922 przebywał w Samarze w Rosji jako bieżeniec. W latach 1938–1943 pracował w Parafii Narodzenia Najświętszej Maryi Panny w Rogaczach. Diakon od 21 sierpnia 1948 r. Absolwent Chrześcijańskiej Akademii Teologicznej. W okresie 1948–1970 diakon parafii Świętych Apostołów Piotra i Pawła w Siemiatyczach, w latach 1970–1974 pełniący obowiązki proboszcza parafii Ikony Matki Bożej „Wszystkich Strapionych Radość” w Tokarach, proboszcz w latach 1975–1978. W latach 1974–1975 duchowny klasztoru w Grabarce. Pochowany jest przy cerkwi Świętych Apostołów Piotra i Pawła w Siemiatyczach. Jego bratem był Wacław Wiszenko, synem zaś Leonidas Wiszenko, malarz, pedagog, działacz społeczności prawosławnej na Podlasiu.